# Korba (huyện)
Huyện Korba là một huyện thuộc bang Chhattisgarh, Ấn Độ. Thủ phủ huyện Korba đóng ở Korba. Huyện Korba có diện tích 6615 ki lô mét vuông. Đến thời điểm năm 2001, huyện Korba có dân số 1012121 người.